# David Pohle
Pour les articles homonymes, voir Pohle (homonymie).
David Pohle, né en 1624 à Marienberg – mort le 20 décembre 1695 à Mersebourg, est un compositeur allemand de la période baroque.

## Biographie
Né dans une famille de musiciens, il est un des élèves de Heinrich Schütz à Dresde.  De 1650 à 1652, son frère Samuel et lui sont membres de l'orchestre de Christian Ier de Saxe-Mersebourg. À partir de 1653, David Pohle est à la cour des ducs du Holstein-Gottorp à Schleswig.
En 1660, il est nommé Konzertmeister du duc Auguste de Saxe-Weissenfels de l'archevêché de Magdebourg. La même année, il devient également Kapellmeister à la cour de Halle. À cette époque, le poète et dramaturge David Elias Heidenreich rédige des livrets de Singspiel dont Pohle compose la musique : ils sont aujourd'hui perdus. De 1674 à 1677, Pohle travaille occasionnellement à la cour du duché de Saxe-Weissenfels et à celle du duché de Saxe-Zeitz. Dans ce dernier duché, il assume les fonctions de Kapellmeister entre 1678 et 1682. Quand l'orchestre du duché est dissous en 1682, il devient Kapellmeister à la cour du duché de Saxe-Merseburg à Mersebourg jusqu'à sa mort en décembre 1695.
Ses premières compositions remontent à 1650 : il s'agit de lieder sur des vers du poète Paul Fleming qui est dédié à Guillaume VI de Hesse-Cassel. 
Pendant deux ans (1663-1664), Pohle compose un cycle annuel complet de cantates, mais n'ayant pas été publié à l'époque, seule la cantate Siehe, es hat überwunden der Löwe nous est parvenue. D'autres œuvres sacrées, marquées par l'influence de Heinrich Schütz, permettent néanmoins d'apprécier les qualités de compositeurs de David Pohle et son importance dans le développement de la cantate protestante avant Jean-Sébastien Bach. 

## Œuvres

### Singspiel
tous perdus
- Liebe krönt Eintracht (1669)
- Der singende Hof-Mann Daniel (1671)
- Der glückselige Liebes-Fehl Prinz Walrams aus Sachsen (1673)
- Der verliebte Mörder Herodes (1673)
- Aspasia (1672)
- Das ungereimte Paar Venus und Vulcanus (1679)

### Œuvres sacrées

#### sur des textes en latin
- Amo te Deus, pour 3 voix, 3 instruments et continuo
- Benedicam Dominum, pour 2 voix, 3 instruments et continuo
- Benedicam Dominum, (deuxième version) pour 2 voix, 3 instruments et continuo
- Bonum est confiteri',' pour 3 voix et continuo
- Diligam te Domine, pour soprano, 2 instruments et continuo
- Domine, ostende mihi, pour 5 voix, 6 instruments et continuo
- Domine, quis habitat, pour 4 voix, 5 instruments et continuo
- In te Domine speravi, pour 3 voix, 3 instruments et continuo
- Jesu chare, pour alto, 2 instruments et continuo
- Jesus auctor clementiae, pour 3 voix, 3 instruments et continuo
- Miserere mei Deus, pour 5 voix, 5 instruments ad lib. et continuo
- Nascitur Immanuel, pour 5 voix, 5 instruments et continuo
- Oculi mei, pour 3 voix, 2 instruments et continuo
- Paratum cor meum, pour ténor,  2 instruments et continuo
- Te sanctum Dominum, pour 5 voix,  7 instruments et continuo
- Tulerunt Dominum, pour 6 vox,  6 instruments et continuo
- Vox Domini, pour basse, 2 instruments et continuo

#### sur des textes en allemand
- Der Engel des Herrn, pour 4 voix, 4 instruments et continuo
- Es wird ein Stern aus Jacob aufgehen, pour 4 voix, 3 instruments et continuo
- Herr, wenn ich nur dich habe, pour alto, 5 instruments et continuo
- Herr, wenn ich nur dich habe, (deuxième version) pour 3 voix, 3 instruments et continuo
- Ihr Völker bringet her, pour 3 voix, 3 instruments et continuo
- Jesu, meine Freude, pour 4 voix, 3 instruments et continuo
- Nur in meines Jesu Wunden, pour 6 voix, 6 instruments et continuo
- Siehe, es hat überwunden der Löwe, pour 5 voix, 7 (8 ad lib.) instruments et continuo
- Wie der Hirsch schreiet, pour ténor, 3 instruments et continuo

### Lieder
- 12 arias sur des odes de Paul Fleming, pour 2 voix, 2 instruments et continuo
- Kein Augenblick vergeht, pour 3 voix et continuo
- Marindgen, du siehst hold und schöne, pour 2 voix, 5 instruments et continuo
- Weiss und Schwarz, pour 2 voix, 2 instruments et continuo

### Musique de chambre
- 20 sonates pour 5 à 8 instruments
- Sonate a 3
- Sonate a 4
- 2 sonates a 4
- Sonate a 5
- 3 sonates a 6
- Sonate a 8
- 2 suites a 4
- Le Testament du Sr. Belleville et Courante et Sarabande
- Ballet
- Sonata a 2 Violini (perdue)

## Enregistrement
- Wie der Hirsch schreyet: Diligam te Domine; In te Domine speravi; Benedicam Dominum; Jesu chare; Paratum cor meum. Sonatas a 6 No.23–25, 29; Sonatas a 6 in F. Monika Mauch, David Erler, Hansjörg Mammel, L'Arpa Festante, Rien Voskuilen, Carus, DDD, 2004